# Близнюк, Иван Фёдорович
Иван Фёдорович Близнюк (14 сентября 1899, станица Копанская, Ейский отдел, Кубанская область — 24 февраля 1951, Ставрополь) — советский военачальник, полковник (21 августа 1943).

## Начальная биография
Иван Фёдорович Близнюк родился 14 сентября 1899 года в станице Копанская Ейского отдела Кубанской области.

## Военная служба

### Гражданская война
В апреле 1919 года призван в Добровольческую армию под командованием генерала А. И. Деникина и направлен портным в хозчасть 1-й артиллерийской бригады в Ейске. В октябре того же года рядовой И. Ф. Близнюк дезертировал и в конце декабря заболел тифом, после чего лечился в Ростовском военном госпитале.
По выздоровлении 12 февраля 1920 года призван в ряды РККА и направлен красноармейцем в 81-й кавалерийский полк в составе 14-й кавалерийской дивизии (1-я конная армия), после чего принимал участие в боевых действиях на Кубани против войско под командованием А. И. Деникина, в переходе 1-й конной армии на Западный фронт и затем в боях против польских войск на львовском направлении и в районе Замостья. Осенью 1920 года 14-я кавалерийская дивизия передислоцирована на Южный фронт, после чего принимала участие в боевых действиях против войск под командованием генерала П. Н. Врангеля в Северной Таврии и затем — против вооружённых формирований Н. И. Махно на территории Украины.

### Межвоенное время
В октябре 1921 года направлен красноармейцем в мастерские Главхозуправления в Москве, где с ноября служил политруком роты в этих же мастерских.
В феврале 1922 года И. Ф. Близнюк направлен на учёбу в 1-ю объединённую военную школу имени ВЦИК в Москве, после окончания которой в августе 1925 года назначен на должность помощника командира отдельного кавалерийского эскадрона в составе 48-й стрелковой дивизии, а в августе 1930 года — на должность командира и военкома отдельного кавалерийского эскадрона в составе 81-й стрелковой дивизии (Московский военный округ).
В мае 1932 года направлен на учёбу в Военную академию имени М. В. Фрунзе, после окончания которой в мае 1936 года назначен начальником штаба 113-го кавалерийского полка (29-я кавалерийская дивизия, Белорусский военный округ). 4 сентября 1937 года И. Ф. Близнюк арестован особым отделом дивизии, после чего до 27 сентября 1939 года находился под следствием, однако освобождён в связи с отсутствием состава преступления, восстановлен в кадрах РККА и в январе 1940 года назначен на должность начальника 2-й части 20-й горно-кавалерийской дивизии (Среднеазиатский военный округ) в Сталинабаде, а через месяц — на должность преподавателя тактики конницы на Краснознамённых кавалерийских курсах усовершенствования командного состава РККА в Новочеркасске.

### Великая Отечественная война
6 июля 1941 года майор И. Ф. Близнюк назначен на должность начальника 1-го отделения штаба 47-й отдельной кавалерийской дивизии, которая из Тихорецка была передислоцирована на Западный фронт и с 15 июля принимала участие в ходе Смоленского сражения, а с 27 июля принимала участие в рейде по тылам бобруйской группировки войск противника. С 25 августа дивизия прикрывала отступление 21-й армии из Полесья к Днепру, а в сентябре участвовала в Киевской оборонительной операции, в ходе которой дивизия попала в окружение и затем действовала в районе Конотоп, Бахмач, Оржица, Духов, Чернухи, Черевка. Во время выхода из окружения 7 октября майор И. Ф. Близнюк в гражданскую одежду задержан немецким патрулем, после чего помещён в лагерь военнопленных в Хороле, однако через четыре дня во время перевода в Кременчугский лагерь совершил побег и затем перешёл линию фронта южнее Обояни, пришёл в отдел кадров Юго-Западного фронта, где прошёл государственную проверку.
В начале января 1942 года назначен на должность начальника оперативного отдела штаба 5-го кавалерийского корпуса, после чего принимал участие в ходе Барвенково-Лозовской наступательной операции. 9 февраля переведён на должность начальника штаба 34-й кавалерийской дивизии, которая вела оборонительные боевые действия южнее г. Изюм, а затем — на Донбассе и большой излучине Дона. В июле дивизия была расформирована, личный состав направлен на доукомплектование 30-й кавалерийской дивизии, а подполковник И. Ф. Близнюк в августе назначен на должность начальника штаба этой же дивизии, после чего принимал участие в ходе битвы за Кавказ, Армавиро-Майкопской, Нальчикско-Орджоникидзевской оборонительных и Северо-Кавказской наступательной операций и затем в феврале 1943 года — в наступательных боевых действиях на ростовском направлении с выходом к реке Миус. В период с августа по сентябрь 1943 года во время Донбасской наступательной операции 30-я кавалерийская дивизия принимала участие в ходе рейдов по тылам войск противника и к 20 сентября вышла к реке Молочная и затем вела наступательные бои по направлению на Весёлое, Аскания-Нова и Перекоп. В феврале 1944 года дивизия принимала участие в Березнеговато-Снигиревской и Одесской наступательных операциях, летом — в Белорусской наступательной операции и затем в форсировании реки Западный Буг и в освобождении восточных районов Польши. В конце августа — начале сентября 30-я кавалерийская дивизия была передислоцирована в Румынию, после чего участвовала в ходе Дебреценской и Будапештской наступательных операций. 11 декабря 1944 года полковник Иван Фёдорович Близнюк назначен на должность командира этой же 30-й кавалерийской дивизии.
С февраля 1945 года лечился в госпитале по болезни и после выздоровления состоял в распоряжении отдела кадров командующего кавалерией Красной армии.

### Послевоенная карьера
В июне 1945 года назначен на должность руководителя цикла тактики Краснознамённой высшей офицерской кавалерийской школы, а в январе 1950 года — на должность начальника штаба 4-й отдельной гвардейской кавалерийской дивизии (Северо-Кавказский военный округ).
Полковник Иван Фёдорович Близнюк 24 февраля 1951 года умер от болезни в Ставрополе.

## Награды
- Орден Ленина (06.11.1945);
- Четыре ордена Красного Знамени (29.04.1943, 03.11.1944, 25.02.1945, 15.11.1950);
- Орден Кутузова 2 степени (03.06.1944);
- Орден Богдана Хмельницкого 2 степени (06.04.1945);
- Орден Отечественной войны 1 степени (01.11.1943);
- Орден Красной Звезды (02.10.1942);
- Медали.